# Friedhofskapelle (Merten)

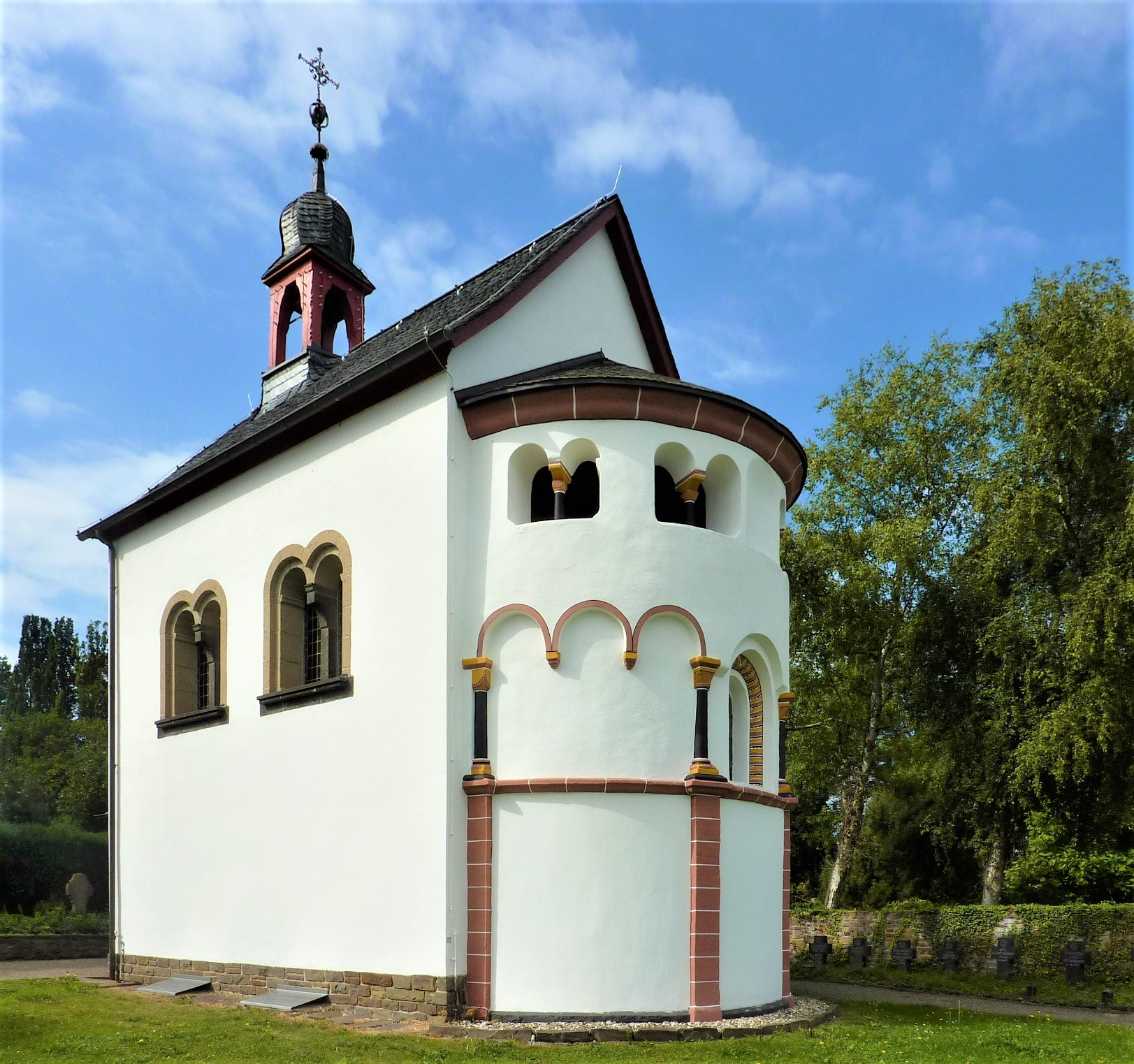
Die Friedhofskapelle mit Blick zur romanischen Apsis

Die Friedhofskapelle St. Martinus ist ein denkmalgeschütztes Kirchengebäude in Merten, einem Stadtteil von Bornheim im Rhein-Sieg-Kreis (Nordrhein-Westfalen).

## Geschichte und Architektur
Der Kapellenbau in romanischen Formen wurde von 1947 bis 1948 errichtet. Die halbrunde Apsis aus der Mitte des 12. Jahrhunderts stammt noch von einem zweischiffigen Vorgängerbau, den Erzbischof Philipp von Heinsberg errichten ließ. Die Kölner Erzbischöfe besaßen das Kollationsrecht über die Kirche bis zum Ende des 18. Jahrhunderts. Bei der Niederlegung der alten Martinuskirche 1871 fand man im Hochaltar vermauert das Siegel Philipps von Heinsberg.
Eine umfassende Renovierung wurde 2007 durchgeführt. Die dreigeschossige äußere Gliederung des romanischen Chors aus Blendbögen, Lisenen und Zwillingsöffnungen wurde ohne Befund neu gefasst. Das untere Geschoss ist durch kräftig vorspringende Hausteinlisenen gegliedert. Das mittlere Geschoss zeigt eine Blendenstellung und ein großes Rundbogenfries mit Dreiviertelsäulen. Zwischen den beiden mittleren Säulen liegt ein rundbogiges Fenster. Hieran schließt sich im Obergeschoss eine Zwerggalerie mit vier gekuppelten Doppelfenstern mit Würfelkapitellen an.
Das Friedhofstor ist ein rundbogiges Kirchenportal aus der Zeit um 1170/1180. Es wurde neu bemalt.

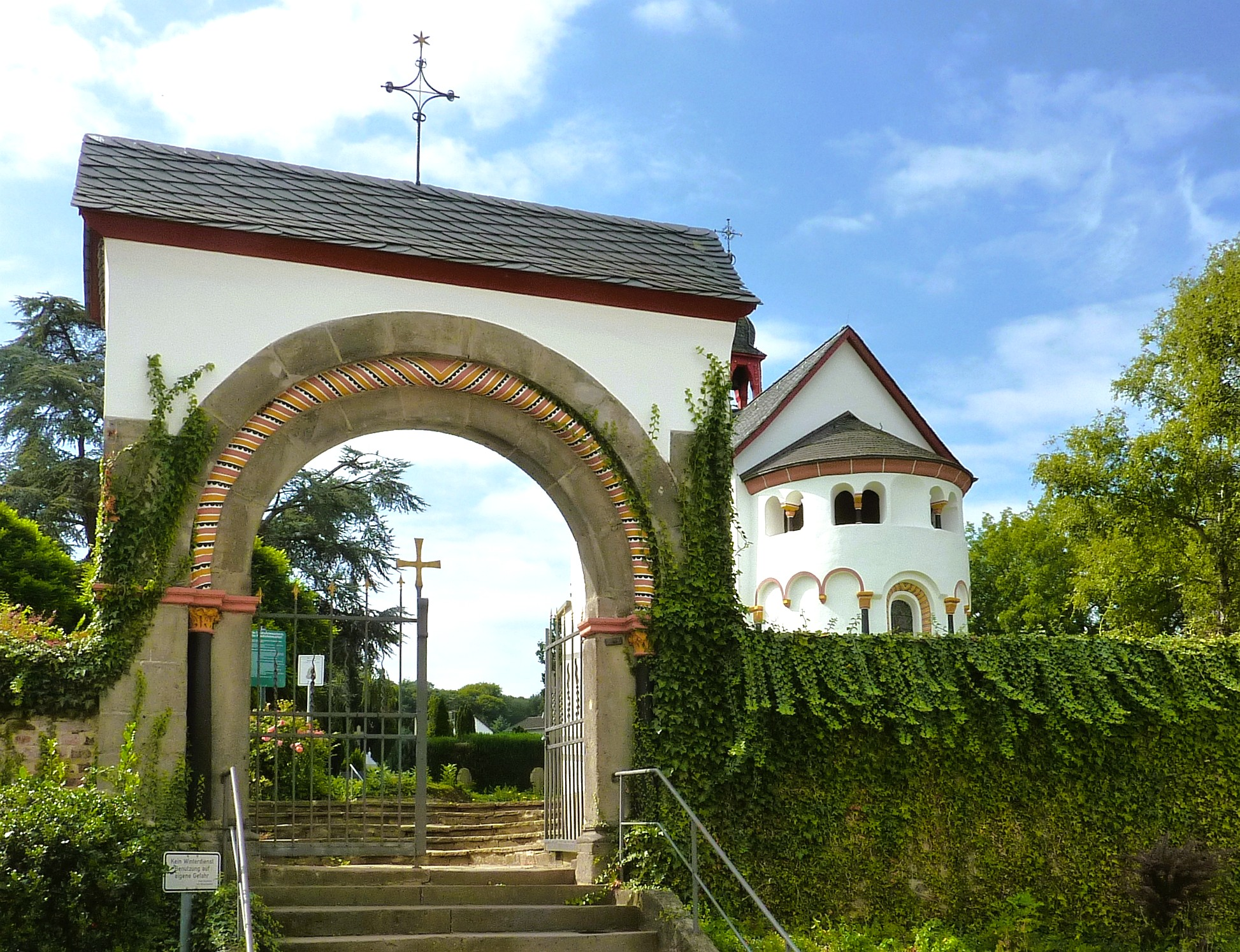
Das romanische Portal
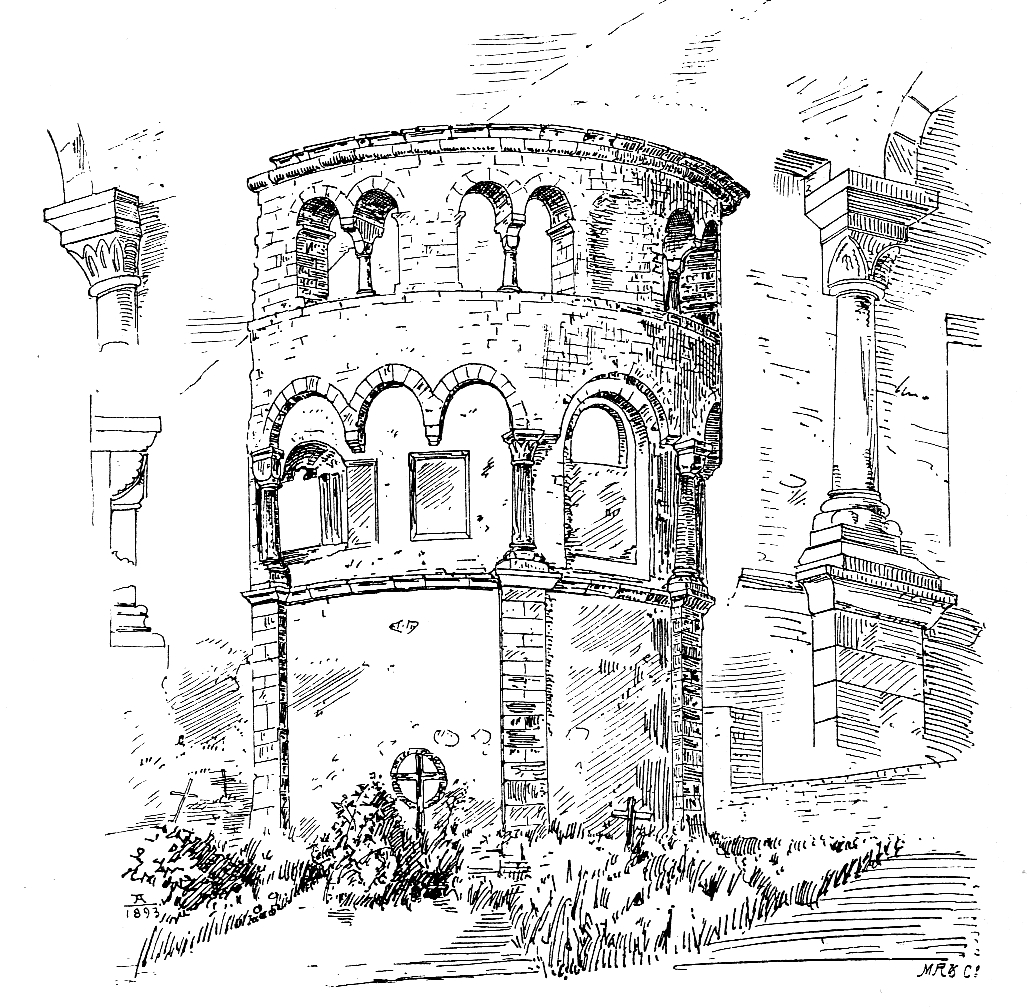
Der romanische Chor 1905